# Petrophyllia arkensasensis
Espèce
Synonymes
- Dendrophyllia (Petrophyllia) arkensasensis Conrad, 1855[2]

Petrophyllia arkensasensis est une espèce éteinte de coraux de la famille des Oculinidae.

## Étymologie
Son nom spécifique, composé de arkensas et du suffixe latin -ensis, « qui vit dans, qui habite », lui a été donné en référence au lieu de sa découverte, la White river, en Arkansas. 

## Publication originale
- (en) T. A. Conrad, « Descriptions of Eighteen New Cretaceous and Tertiary Fossils, &c », Proceedings of the Academy of Natural Sciences of Philadelphia, Philadelphie, Académie des sciences naturelles de Philadelphie, vol. 7,‎ 27 février 1855, p. 265-284 (ISSN 0097-3157 et 1938-5293, OCLC 1382862, JSTOR 4059059, lire en ligne).